# Don’t Take Away My Heart
 «Don’t Take Away My Heart» — второй сингл немецкой группы Modern Talking с альбома Year of the Dragon, выпущенный 2 мая 2000 года. Данный сингл стал последним, к созданию которого стал причастен композитор группы Луис Родригес.

## Описание
Клип к песне был записан в настоящей пустыне, в нем исполняется оригинальная версия без участия рэпера Eric Singleton. Является единственным клипом группы, к которому записана рэп-версия, но в клипе звучит оригинальная.

## Чарты
| Чарты (2000)   | Позиция в чарте |
| -------------- | --------------- |
| Германия (GfK) | 41              |
| Greece (IFPI)  | 8               |

## Список треков
CD-Maxi Hansa 74321 75448 2 (BMG) / EAN 0743217544829 02.05.2000
1. «Don’t Take Away My Heart» (New Vocal Version) — 3:54
2. «Don’t Take Away My Heart» (Rap Version) — 3:26
3. «Fly To The Moon» (Rap Version) — 3:07
4. «Modern Talking Megamix 2000» — 5:15